# 나주종합운동장
나주종합운동장(羅州綜合運動場, Naju Stadium)은 대한민국 전라남도 나주시에 있는 스포츠 시설이다. 천연잔디 필드와 우레탄 트랙이 갖춰진 경기장이며, 2011년 4월에 준공되었다. 나주종합스포츠파크의 주경기장으로 사용되고 있다.

## 참고 문헌
- “나주종합운동장”. 《나주시 체육시설물 예약 포털》. 나주시청.
- “나주시 체육시설 소개”. 《나주시 체육시설물 예약 포털》. 나주시청.
- 《2019년 전국 공공체육시설 현황 (2018년말 기준)》. 대한민국 문화체육관광부. 2020.
- 《2023 전국 공공체육시설 현황 (2022년 12월말 기준)》. 대한민국 문화체육관광부. 2024.

## 같이 보기
- 나주종합스포츠파크